# Филипински орао
Филипински орао (лат. Pithecophaga jefferyi) је врста птице из породице јастребова и орлова (Accipitridae). Ендемска је врста која живи у шумама на Филипинима.

## Карактеристике
Перје је смеђе и беле боје. Има дужину од 86-102 cm и тежину од 4,7 до 8 килограма. У пределу главе има дугачка пера која чине „ћубу”. Сматра се највећим орлом по дужини, али постоје тежи. Препознатљив је по изразито великом кљуну. Храни се током дана, најчешће змијама, мајмунима и веверицама. Један је од најређих птица на свету. Проглашен је филипинском националном птицом 1995. године. Налази се на кованици филипинског пеза. Неописиво је угрожен, највише због огромног губитка станишта, проузрокованог крчењем шума и криволовом. Његово убијање је кажњиво законом, а казна је 12 година затвора.

## Занимљивости и историјски подаци
Први Европљанин који је открио филипинског орла био је Џон Вајтхед 1896. године. Врсту је описао Вилијам Роберт Оуглви-Грант у Лондону 1896. године. Њему је послата кожа филипинског орла, а он ју је изложио у локалном ресторану.
Пре су га звали „орао који једе мајмуне”, али пошто једе и друге животиње, а такође постоје и друге врсте орлова које једу мајмуне, добио је постојеће име филипински орао 1978. године. Ова врста нема подврста.